# Occirhenea
Occirhenea – rodzaj ślimaków z rodziny Rhytididae, został po raz pierwszy opisany w 1933 roku przez Toma Iredale'a. Jest to takson monotypowy, gdyż jedynym opisanym podtaksonem jest Occirhenea georgiana.